# ギルガメス
ギルガメス、正式名称・ギルガメス連合は、テレビアニメ『装甲騎兵ボトムズ』に登場する架空の惑星連合国家である。TVシリーズの主人公キリコ・キュービィーが最初に属していたのもギルガメスである。

## 概要
アストラギウス銀河を二つに分けた勢力のうちの一つであるギルガメスは、源流がバララント同盟に対抗するために設立された軍事通商連合組織であった。
バララント同盟が「バラン主義」と呼ばれる国家思想体制を持ち、これに反発する意味合いに相反する事と、どんな強大な軍事力を持つ惑星国家もバララント同盟の巨大な勢力には対抗しきれないことからバララントに反する者達は自然とギルガメスと連合を組み、もはやアストラギウス銀河は、この二大勢力なしでは成り立たないほどといってもオーバーではなくなった。
ギルガメスの国家体制は、バラン主義を強要するバララントとは違い、ギルガメス主義のようなものは強要せず、社会主義路線的なバララントに対し資本主義的な路線を採ってはいる。しかし、それも全て軍事といった武力絡みが基本であり、そういった持ち味を持たない国家は両国のどちらかに吸収される途を辿った。
なお、ギルガメスに属した星系は、軍事技術提供をある程度こなせば比較的寛容に国家の中に入り干渉はしないが、特殊例として、バララント寄りの思想が強い場所にはなんらかの軍事干渉を起こす場合が多く、主星メルキアでのクメン王国内乱がその好例である。

## 政治形式
前述したようにギルガメスの政治形態は政府寄り・思想寄りのバララントと違い民政が基本だが、長い間続いた戦争により軍部の発言権が強くなり、民政でありながら民間政府は機能しているとはいえず、軍部の傀儡のような形となってしまっている。
こういったギルガメスの軍事寄りの社会体制には、マーティアルの意向が反映されている部分もあり、実際、アストラギウス銀河の戦争体系として人型歩行兵器のATが主流となったが、このATの開発を積極的に行ったのはギルガメスの現首星であるメルキアであった。
なお、各星系の政府のトップもいずれも軍人が占めており、その意味では軍事国家の集団連合と呼ぶべき体制となっている。

## 勢力・技術力
ギルガメスの勢力範囲は、バララントに比べて小さい。これは、ギルガメスがバララントに比べ資源豊富な惑星を統治下にできなかったことが多く、百年戦争の中でそういった多くの惑星は失われ、ギルガメスは最初の首都星であるギルガメスをアストラギウス暦7126年に、続く主星のビシュティマを7171年にバララントの攻撃で失っている。そういった勢力圏内としてはバララントに比べ不足しがちであり、戦争によって民衆の生活水準は著しく低下しており、各地では経済格差によるインフレや戦争難民収容などに追われている。
反面ギルガメスの技術力は一部を除いてバララント側に比べて高く、特にATの開発では主星となったメルキアで7181年に第一号MT（マシントルーパー）を開発、戦局に貢献した後は次々とATを生み出してゆき、7198年のATM-09-STスコープドッグの開発によってそれまでの劣勢を挽回するまでになった。
しかし、こういったATの開発でギルガメスが百年戦争末期には極めて優位に経ったのも束の間、バララント側も捕獲したATM-09を研究・分析しBATM-03ファッティーを開発、これによって百年戦争末期のギルガメスの攻勢を凌ぎきった。
現在もATはメルキアを中心に開発が行われているが、未だにスコープドッグを凌ぐ完成度を誇るATは完成されず、7215年の再戦後もギルガメスはスコープドッグを、バララントはファッティーを使用し続けた。
こういったAT開発の一日の長ではギルガメスに分があるものの、ATの開発が百年戦争末期を、より破壊と混迷を彩らせるようになってしまい、それ故に人々はATと、パイロットである装甲騎兵を「VOTOMS（最低野郎共）」という言葉で呼ぶようになった。
更にそのATのスペシャリストとなる集団として構築されたメルキア戦略機甲兵団特殊任務班X-1のレッドショルダーや、更にATに対応すべき新人類としてPSが生み出されたのも、ギルガメスが先んじている。

## メルキア
ギルガメスの主星はメルキアだが、これは百年戦争において2度母星を失ったからである。しかし、そのメルキアも百年戦争の影響から逃れることができず、主星であることとATの生産地であることからバララント側の爆撃を受け、ウド近辺をはじめとして大気は汚染され、地上には赤い酸の雨が降るようになり、戦争終結時にはメルキアの人口は1/4しか残らないとまでいわれるほどに人命が失われた。
メルキアは、ギルガメスの首星であるため、政府や軍を「メルキア政府」「メルキア軍」と呼ぶケースがあり、そういったメルキア本国では官民問わず、その名称で呼ぶことが多くなった。